# 아라크노이드

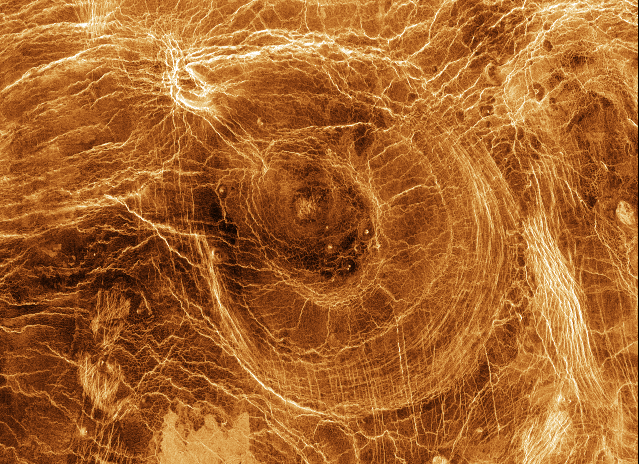
아라크노이드

아라크노이드(Arachnoid)는 금성의 지형 중 하나로, 거미줄처럼 생긴 지형이다. 금성에서만 나타나는 지형으로, 기원은 거의 알려져 있지 않다. 동심원 형태의 타원형으로 나타나며, 현재까지 90개 정도의 아라크노이드가 발견되었다.
대표적인 설로 화산활동이 아라클로이드를 낳는다는 설이 있다. 한 가지 유력한 설은 마그마가 금성의 지표면 위로 올라와서 지표면에 균열이 생겨서 그렇게 된다는 설이다.
가장 많은 정보를 준 연구는 C.B. Dawson와 L.S. Crumpler가 한 연구다.

## 같이 보기
- 혼란 지형